# ماریام پطروسیان (خواننده)
ماریام پطروسیان (ارمنی: Մարիամ Պետրոսյան؛ انگلیسی: Mariam Petrosyan؛ زادهٔ ۱۹۹۱) خواننده، و ترانه‌سرا ارمنی‌تبار اهل روسیه است. وی از سال ۲۰۱۴ میلادی تاکنون مشغول فعالیت بوده‌است. وی بیشتر به‌خاطر رقابت در فصل دوم Armenia in the Eurovision Song Contest 2018 همراه با ترانه Fade که به مرحله نهایی راه‌یافت شناخته می‌شود.

## زندگی‌نامه
وی در ۱۹۹۱ میلادی در پرم به دنیا آمد و از کالج موسیقی رومانوس ملیکیان، کنسرواتوار دولتی کومیتاس ایروان و دانشگاه غرب لندن فارغ‌التحصیل گشت. . در سال ۲۰۱۴ پطروسیان در رقابت-جشنواره I love New York به رقابت پرداخت و با اولین ترانه‌اش برنده این رویداد شد. در اکتبر ۲۰۱۶ وی همچنین یک رقابت تحت عنوان «Songwriting competition» در لندن شرکت کرد و به مرحله نهایی رسید.

## یادداشت
1. ↑  Romanos Melikyan Music College